# بولینگ گرین (میزوری)
بولینگ گرین (به انگلیسی: Bowling Green) یک شهر در ایالات متحده آمریکا است که در شهرستان پایک، میزوری واقع شده‌است. بولینگ گرین ۶٫۹۹ کیلومتر مربع مساحت و ۵٬۳۳۴ نفر جمعیت دارد و ۲۷۲ متر بالاتر از سطح دریا قرار دارد.